# 5218 Kutsak
5218 Kutsak è un asteroide della fascia principale. Scoperto nel 1969, presenta un'orbita caratterizzata da un semiasse maggiore pari a 2,3508228 UA e da un'eccentricità di 0,1537431, inclinata di 2,97765° rispetto all'eclittica.